# Gasthuiswijk
Gasthuiswijk is een woonbuurt in de Nederlandse stad Leiden, die deel uitmaakt van het Bos- en Gasthuisdistrict.